# Juan Bautista Segonds
Juan Bautista Segonds (Coronel Suárez, Buenos Aires, Argentina, 26 de febrero de 1969). Es un exjugador de rugby que actualmente se desempeña como entrenador holístico y conferencista. Es el presidente y fundador de la ONG argentina Rugby Sin Fronteras.
Con la ONG Rugby Sin Fronteras realizó un evento en la Franja de Gaza, en la que unió a jóvenes israelíes y palestinos en un encuentro de rugby que finalizó en un scrum empujando por la paz. Por esa iniciativa, fue apodado como “Loco de la paz” y recibido en Roma por el Papa Benedicto XVI, quien lo nombró “Mensajero de la paz”.
En el año 2013 fue declarado ciudadano ilustre de la Ciudad Autónoma de Buenos Aires y de Coronel Suárez, además de ser nombrado visitante ilustre en 13 ciudades, “Embajador de la Paz” de la Fundación Mil milenios de Paz y “Embajador de AFS programas interculturales”.
En los años 2015 y 2016 trabajó como entrenador holístico en el equipo argentino campeón de Copa Davis, junto a Daniel Orsanic. Llevó adelante el Programa Valores en el equipo de desarrollo de la Asociación Argentina de Tenis.
En su rol de entrenador holístico y especialista en trabajo en equipo, además de trabajar en el desarrollo de deportistas de alto rendimiento y líderes sociales, dicta seminarios y programas de team work y liderazgo en empresas, municipios, instituciones, colegios y clubes utilizando como pilares de su trabajo los valores universales y el cambio de actitud.

## Biografía
Nació el 26 de febrero de 1969 en Coronel Suárez, provincia de Buenos Aires. A la edad de 8 años comenzó a jugar al rugby en el Coronel Suárez Rugby Club y fue jugador del club hasta los 18 años. Fue capitán del equipo que resultó campeón en el año 1987.
En su etapa de desarrollo como rugbista, participó en los seleccionados juveniles y mayores de rugby de la Unión de Rugby del Sur siendo capitán del seleccionado juvenil jugando como unión de origen en los Seven de la República en Paraná desde el año 1987 hasta el año 1996.
En Buenos Aires, jugó en la primera división del Club Pueyrredón desde el año 1991 hasta el 2006, donde fue capitán del equipo y recibió el Premio “CAP”, distinción que es otorgada una vez en la vida por la trayectoria, la representatividad, el juego y el comportamiento del jugador.
Conformó el seleccionado de San Isidro en varias oportunidades y se desempeñó como entrenador de las divisiones juveniles del Club Pueyrredón y de la primera división del club Los Cardos de Tandil.
En el año 1994 trabajó con Jim Selman, consultor americano, quien introdujo en Argentina la Escuela Argentina de Coaching.
Luego de haber finalizado su carrera como jugador e interesado en promover los valores del rugby para lograr una comunidad que viva en armonía y en paz, viajó a las Islas Malvinas para organizar un partido de rugby a favor de la unión y la paz entre isleños, argentinos, ingleses y excombatientes de ambos países.
De esta manera, el 13 de diciembre de 2009, dio inicio a la Fundación Rugby Sin Fronteras, junto a Gustavo Zerbino, sobreviviente del "Milagro de Los Andes" y Fernando Vela; con el objetivo principal de construir la paz y difundir los valores universales como el respeto, la tolerancia, el trabajo en equipo y la solidaridad, que el rugby lleva como bandera.

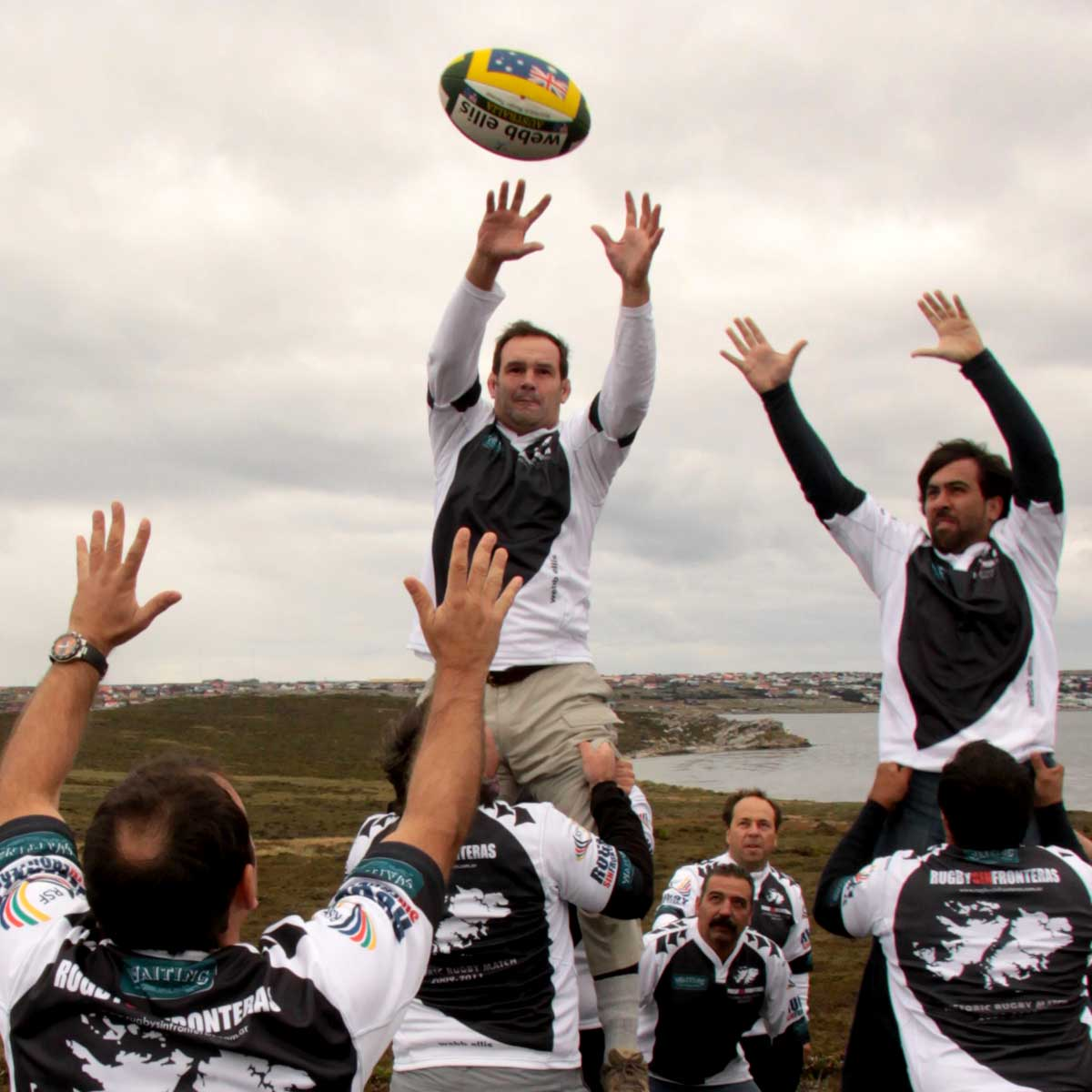
¿Cómo unir dos pueblos después de una guerra?, ¿cómo generar un evento superador que ayude a curar las heridas aún abiertas?
¡Hagamos un partido de Rugby en las Islas Malvinas!... fue la respuesta que encontró Juan Bautista Segonds en el deporte que había jugado toda su vida y que lo había formado con sus valores.

Desde ese momento, se abocó junto al equipo de la Fundación a la realización de acciones con el objetivo de llevar adelante la misión de Rugby Sin Fronteras.
El 17 de abril de 2010 impulsó un encuentro en Fray Bentos, en el marco del conflicto entre Argentina y Uruguay por las plantas de celulosa, que duró 5 años. En esa acción, se jugó un partido de rugby que consistió en un primer tiempo del lado argentino, otro del lado uruguayo y el tercer tiempo sobre el puente, que fue abierto específicamente para desarrollar el encuentro. La acción se denominó “Puente Solidario” y recaudaron además, regalos, alimentos y cartas de chicos de varios países, para los chilenos que habían sufrido un terremoto el 27 de febrero del mismo año.
Un año más tarde la Fundación le rindió un homenaje al equipo uruguayo que protagonizó el “Milagro de Los Andes”, accidente del vuelo 571 de la Fuerza Aérea Uruguaya, en el que murieron 29 personas el 13 de octubre de 1972. El 24 de febrero de 2011 realizó un partido en el Valle de las lágrimas, lugar donde cayó el avión y en el que participaron sobrevivientes del accidente, familiares, amigos y miembros de la Fundación. Dicha acción se repitió en el año 2012.
El 13 de marzo de 2011 viajó por tercera vez para realizar un encuentro de unión en las Islas Malvinas, y armó un partido con el objetivo de dar un mensaje de paz y al año siguiente, en el 2012, llevó a cabo el cuarto y último viaje al nombrado territorio.
El 4 de noviembre de 2011, en Sudáfrica, le rindió un tributo a Nelson Mandela, agradeciendo su mensaje de perdón y hermandad. 
El 23 de noviembre de 2012, luego de atravesar diversos contratiempos, organizó en Jerusalén el encuentro internacional por la paz, entre israelíes y palestinos, en el marco del conflicto bélico. En esa ciudad los miembros de la Fundación fueron bautizados como '“Locos de la paz”', luego del evento en el que 50 chicos israelíes y 50 chicos palestinos compartieron un día, jugaron al rugby y empujaron juntos bajo un cartel que decía “Empujamos por la paz”, escrito en español, inglés, árabe y hebreo.
Luego de esta misión, fue recibido en el Vaticano por el Papa Benedicto XVI quien lo nombró '“Mensajero de la paz”'. 
Durante el año 2013 y el 2014, en la Ciudad Autónoma de Buenos Aires, organizó scrums gigantes por la Paz en Plaza San Martín, en un marco de saqueos y delincuencia que vivía Argentina, y en Plaza de Mayo, junto a centenares de chicos de colegios secundarios de la ciudad que empujaron a favor de la paz, la transparencia, el diálogo y el respeto y finalizó con la interpretación de la canción “Sólo le pido a Dios”, de la mano de un rabino, un sacerdote y un imán.
El 9 de octubre de 2014 organizó junto al equipo de Rugby Sin Fronteras, un nuevo scrum multitudinario empujando por la paz, el respeto y la solidaridad, en la previa del partido Uruguay-Rusia, en el Estadio Charrúa de Montevideo, Uruguay; y bajo la misma consigna, el 1 de noviembre de 2014, se formó un scrum en Bahía Blanca, en el que participaron más de 1200 chicos.
Días después, viajó a Francia para realizar la Primera Declaración Mundial de Paz, en las ciudades de Cambrai y Douai. En el marco del primer centenario de la Guerra Mundial de 1914 se llevó a cabo, junto a la organización francesa Fraternité Rugby, un encuentro donde chicos de 14 años, provenientes de los países partícipes de la guerra (nietos y bisnietos de combatientes), jugaron al rugby y convivieron durante una semana sumándose a la consigna de '“Yo te declaro la Paz”'. También, se realizaron scrums gigantes en las dos ciudades y cientos de chicos empujaron bajo un cartel que decía “Nosotros empujamos por la paz”, en diferentes idiomas.

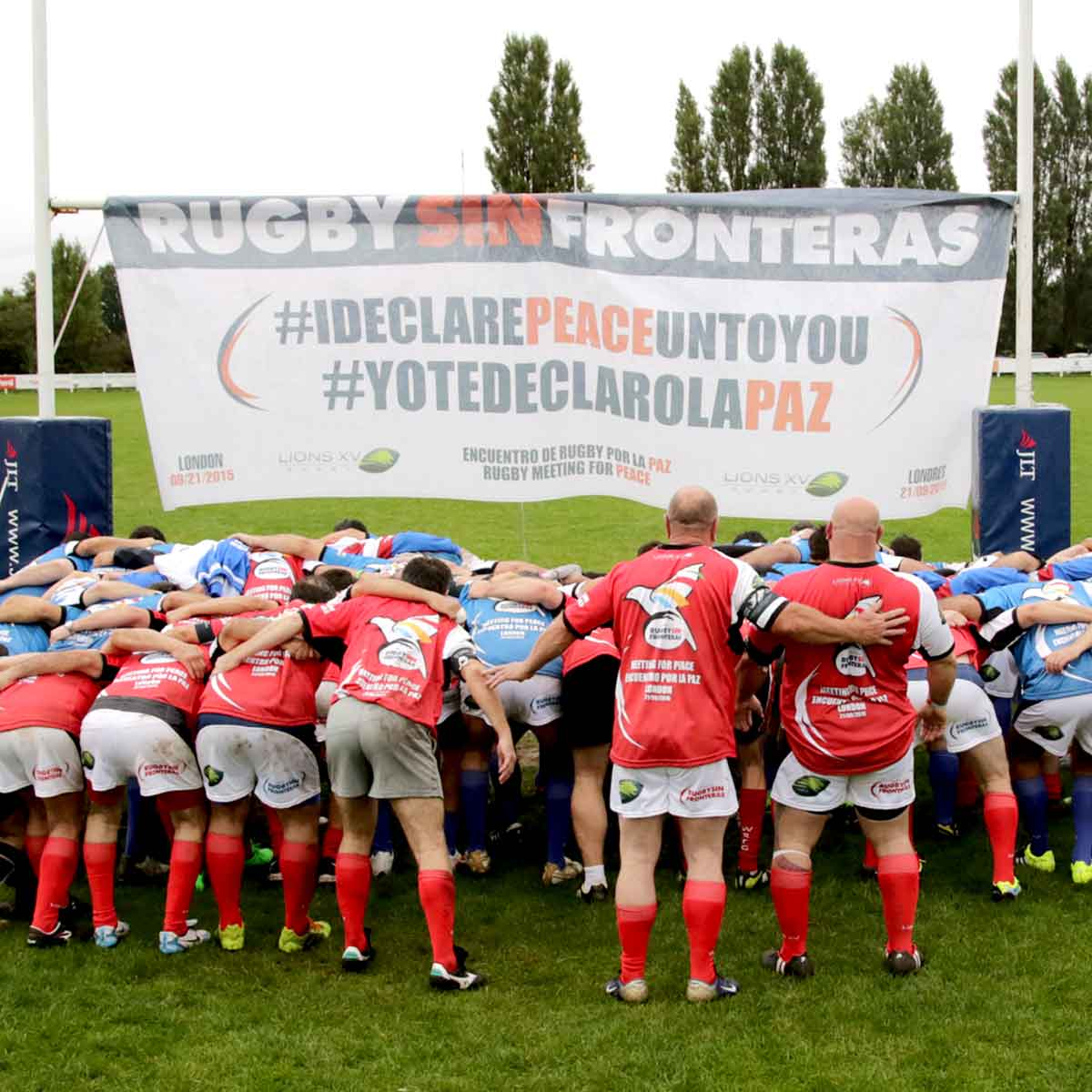
El 21 de septiembre de 2015 en Londres, veteranos de guerra argentinos y británicos que habían estado frente a frente en la batalla jugaron al rugby unidos, demostrándole al mundo que el deporte va más allá de todo tipo de barreras políticas e ideológicas.

El 21 de septiembre de 2015 impulsó el Encuentro por la Paz entre veteranos argentinos y británicos realizando en un club del sur de Londres, el Esher Rugby FC, un partido entre veteranos de guerra que habían estado frente a frente en el conflicto del Atlántico Sur en el año 1982, mostrando que a través del deporte se pueden superar todo tipo de barreras políticas e ideológicas. Finalizado el juego, se realizó un scrum gigante donde todos juntos empujaron bajo el lema '“Yo te declaro la Paz”'.
El 30 de abril de 2016, desarrolló con la Fundación, la conferencia “Veteranos de Paz: un mensaje de encuentro y superación”, en el Centro Cultural San Martín. En dicha oportunidad, veteranos argentinos y británicos dieron juntos un mensaje de paz y sanación.
En el marco del Programa de Formación de "Jóvenes Líderes"' que lleva adelante la Fundación Rugby Sin Fronteras, realizó en el 2015 y 2016, jornadas de “team work” para jóvenes rugbiers colombianos que viajaron a Argentina a través de la iniciativa de diplomacia deportiva y cultural del Ministerio de Relaciones Exteriores de Colombia. Los jóvenes rugbiers se enfrentaron a diferentes desafíos destinados a desarrollar la confianza en sus pares, la fortaleza mental del grupo y el empoderamiento como equipo.
Asimismo, y bajo este mismo programa, trabajó junto a chicos del club Qompi Rugby de la comunidad Toba Qom de Formosa, institución que Rugby Sin Fronteras apadrina desde el año 2016, acompañando el trabajo de inclusión social que dicha entidad realiza.
El 16 de noviembre de 2016 estrenó el documental '“El camino del encuentro”' que demuestra cómo a través del deporte se pueden superar todo tipo de barreras políticas e ideológicas y cómo a través de cuatro viajes a las Islas Malvinas y uno a Londres, se inició el movimiento de “Veteranos de Paz”.

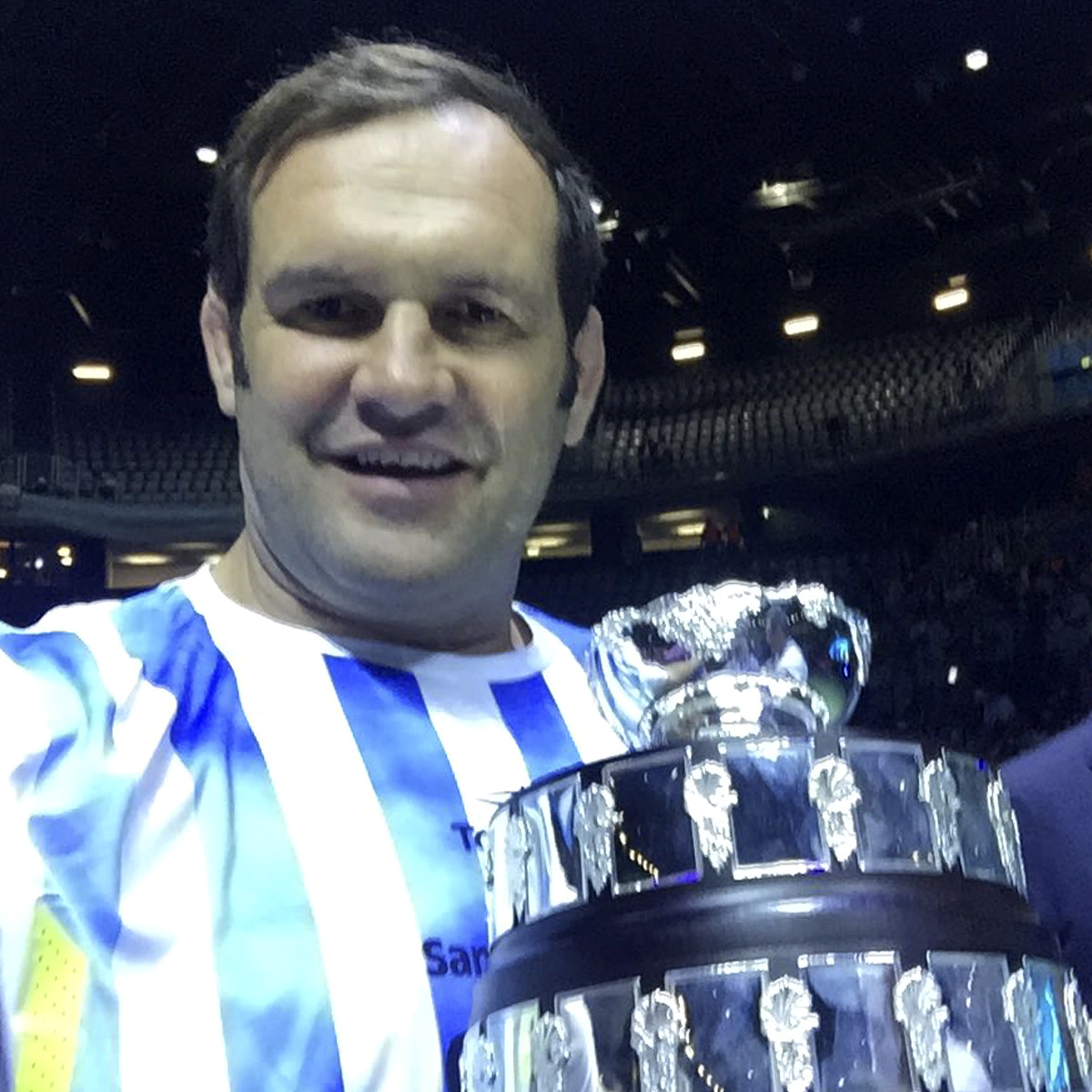
El entrenador holístico (2015-2016) del equipo argentino de Copa Davis, Juan Bautista Segonds, se coronó campeón de la Copa Davis.

Durante los años 2015 y 2016 fue el 'entrenador holístico' del equipo argentino ganador de la Copa Davis y coordinó el Programa “Valores” en el equipo de desarrollo de la Asociación Argentina de Tenis.
El 15 de enero de 2017 en La Habana, junto al equipo de la fundación realizó un nuevo Encuentro por la Paz entre Cuba y Estados Unidos: "Nadie recordaba cuándo sonó por última vez el himno de Estados Unidos en La Habana, ¿el motivo? un encuentro histórico de Rugby Sin Fronteras, que unió a cubanos y estadounidenses utilizando el deporte como herramienta de encuentro y superación. Un apasionante partido de rugby seguido de un tercer tiempo donde los protagonistas fueron la hermandad y el respeto".

## Conferencias
En la actualidad [¿cuándo?], brinda conferencias y talleres en colegios, clubes, instituciones y empresas. Entre las que se destacan las conferencias motivacionales “¿Víctima o protagonista?” y “Somos lo que hacemos y lo que dejamos de hacer”, el taller “Ambiente libre de quejas” y las jornadas de “team work” (trabajo en equipo).
"El objetivo de las conferencias es lograr un cambio de actitud y pasar de la queja a la acción, proponiendo dejar de ser víctimas de las situaciones que nos pasan y pasar a ser protagonistas de nuestras vidas, liderando nuestro metro cuadrado".
En cuanto al trabajo en empresas, busca generar un nuevo clima de trabajo, a través de nuevos acuerdos y compromisos que permitan cambiar la actitud, enfocado a la problemática particular, logrando que cada uno de los involucrados sea el agente de cambio. Logrando un cambio de actitud positivo, en el que las personas dejen las quejas sin sentido y empiecen a proponer soluciones, generando además nuevas dinámicas de trabajo en equipo.
En cuanto a las jornadas de “team work” fomentan un nuevo marco de confianza y compromiso dentro de un equipo, eliminando hábitos de conductas negativas, para pasar a un grado de excelencia donde se puedan alcanzar los objetivos extraordinarios que se planteen.
Desde 2014 a la actualidad dictó 113 conferencias en empresas, municipios, instituciones, colegios y clubes de Argentina, España, EE.UU., Uruguay, Colombia, Italia y Francia, utilizando como pilares de su trabajo los valores universales y el cambio de actitud.

## Reconocimientos

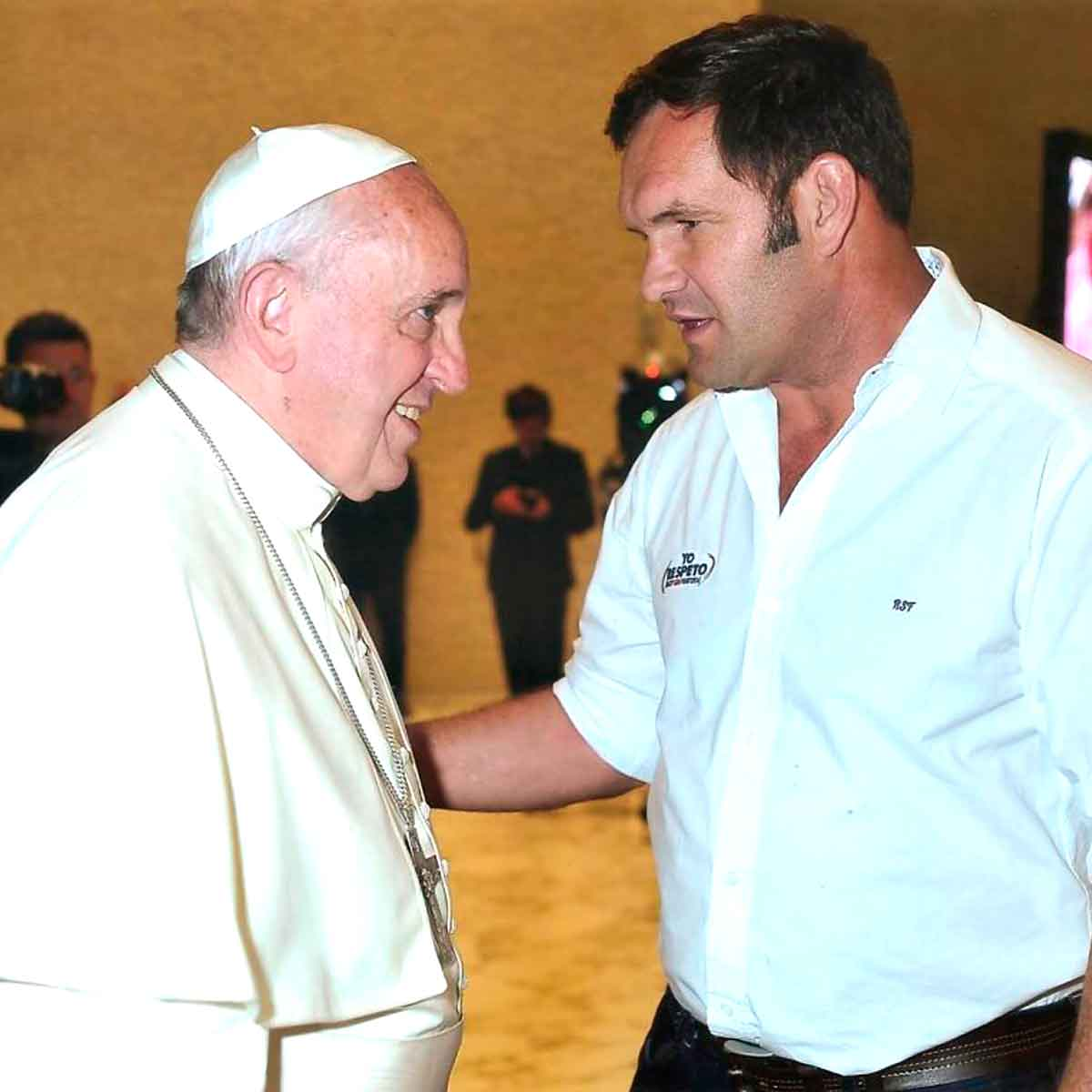
El Papa Francisco distinguió a Juan Bautista Segonds por las acciones de paz realizadas con la Fundación Rugby Sin Fronteras.

- 2011. “Embajador de la Paz”. Distinción otorgada en el marco del Proyecto “Construyendo un Mundo Mejor” que lleva adelante la fundación “Mil Milenios de Paz”.

- 2012. “Mensajero de la Paz”. Distinción otorgada por el Papa Benedicto XVI por la acción que realizó en la Franja de Gaza, uniendo a chicos israelíes y palestinos en un encuentro de rugby que finalizó con un scrum gigante, empujando por la Paz. En dicho contexto fue apodado como “Loco de la Paz”.
- 2013. Ciudadano ilustre de la Ciudad Autónoma de Buenos Aires y de la ciudad de Coronel Suárez.
- Fue nombrado visitante ilustre en 13 ciudades.
- 2013. Recibido por el Papa Francisco con motivo de las acciones de Paz realizadas con Rugby Sin Fronteras. Además, el máximo líder de la Iglesia Católica se sumó a la campaña Yo Respeto.
- 2014. Premio Mercurio de Oro otorgado por la Asociación Argentina de Marketing por su trabajo en la difusión de valores.
- 2015. “Embajador de AFS Programas Interculturales”, destacando su labor a favor de la educación y las nuevas generaciones.
- 2015. Premio “Sentido de la Vida”. Distinción otorgada por el Centro de Psicología Existencial y Logoterapia.
- 2015. Proyecto “Educación por la Paz”. Reconocimiento especial otorgado por el Rotary Club de Victoria.
- 2015. Rugby Sin Fronteras “Fundación del Año 2015”. Seleccionados en los Premios Peace and Sport entre las tres fundaciones del año junto a UEFA Foundation for Children y FC Chelsea.
- 2015. Rugby Sin Fronteras “Responsabilidad Social en el Deporte”. Recibí en nombre de la Fundación el importante reconocimiento otorgado por el Comité Olímpico Argentino en el evento anual de la entidad.
- 2016. Campeón Copa Davis. Como parte del cuerpo técnico del seleccionado argentino de Copa Davis, se coronó campeón del torneo más importante a nivel mundial, recibiendo además, de manos del presidente de Argentina, Mauricio Macri, una medalla al mérito.
- 2016. Premio “Rugby Champagne”. Distinción otorgada por promover la Paz a través del deporte en el marco del 20º aniversario de la Revista Champagne.